# Slana (wieś)
Slana – wieś w Chorwacji, w żupanii sisacko-moslawińskiej, w mieście Petrinja. W 2011 roku liczyła 92 mieszkańców.